# International Virtual Aviation Organization
IVAO o International Virtual Aviation Organization è un'organizzazione no-profit che gestisce un network di simulazione online gratuitamente. A seguito di una registrazione gratuita gli utenti si possono connettere al network di IVAO (Altitude-Aurora) sia come controllore del traffico aereo virtuale sia come pilota virtuale e interagire tra loro in un ambiente multiplayer di massa utilizzando le procedure, la fraseologia e le tecniche dell'aviazione reale.

## Panoramica
IVAO è uno dei due più grandi network di simulazione online che permette agli utenti di simulare l'attività di un pilota o di un controllore del traffico aereo. IVAO si basa soltanto sui software sviluppati dal proprio staff di volontari. I controllori del traffico aereo possono connettersi al network di IVAO utilizzando il software Aurora, che simula l'interfaccia di un moderno radar reale personalizzabile. I piloti si possono connettere utilizzando un simulatore di volo come Flight Simulator, Prepar3D o X-Plane combinato con il software gratuito fornito da IVAO per FS e P3D, X-IvAp per X-Plane. Tutti i piloti e gli ATC interagiscono su un unico server mondiale dedicato, dove si cerca di simulare il traffico aereo più fedelmente possibile ("As Real as it Gets"). IVAO a dicembre 2022 ha 57 divisioni attive.

IVAO registra tutte le ore da pilota e da controllore e offre ai suoi membri gradi da pilota e da ATC che possono essere ottenuti passando esami teorici e pratici basati sulle procedure e sulle norme dell'aviazione reale. Un sistema completamente integrato di VA offre alle Compagnie Aeree Virtuali (Virtual Airlines) di operare sul network di IVAO con callsign e livree immaginarie, inviate al network dalle linee aeree virtuali che vengono riconosciute come membri ufficiali. Sono organizzati eventi quasi ogni giorno. Ogni utente nel network dopo l'iscrizione viene assegnato alla divisione richiesta con i gradi ATC e pilota più bassi. Tramite esami sia teorici che teorici e pratici allo stesso tempo, si potrà progredire nella carriera. Se per la carriera pilota non vi sono limiti di procedure, per il servizio ATC si partirà dalle Ground e Delivery degli scali secondari fino a coprire le posizioni più elevate come ACC-Center Controller.

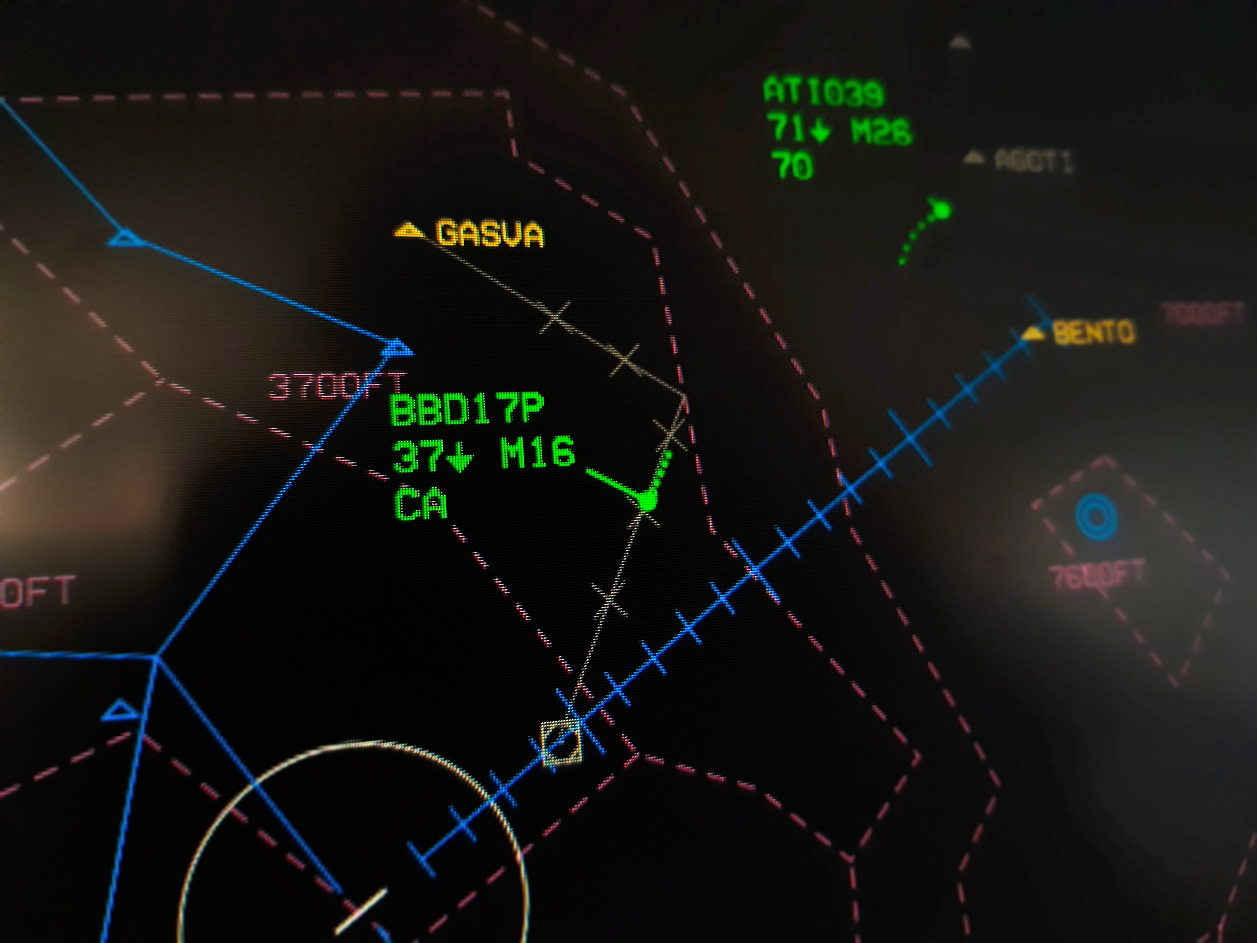
Il radar che appare agli occhi dei controllori del traffico aereo virtuali, in particolare del controllore di avvicinamento dell'Aeroporto di Napoli, utilizzando il software IVAC2

## Storia
I primi passi per la creazione della simulazione del traffico aereo online in un ambiente multiplayer di massa furono presi con la creazione di SquawkBox e ProController nella metà degli anni '90. Questi due programmi erano connessi a FSD, un semplice server multiplayer che ha permesso l'evoluzione da un ambiente con la possibilità di solo due connessioni (un pilota e un ATC) a un ambiente molto più esteso.

L'aeroporto di Roma-Fiumicino visto da IVAC

Con l'utilizzo di questi programmi SATCO (oggi VATSIM) fu il primo grande network di simulazione aerea online. Il 16 dicembre 1998 IVAO fu fondata quando un gruppo di persone lasciò SATCO per creare un nuovo network dopo lo scoppio di alcuni conflitti nella gestione dell'organizzazione. Verso la fine del 2005, un altro conflitto per la gestione del network all'interno di IVAO portò a un'altra separazione. Il presidente in carica di IVAO (Marazio Pellillo) continuò con IVAO.org mentre altri membri continuarono con IVAO.aero. Dal 2007 IVAO è ufficialmente registrata come un'organizzazione no-profit sotto la legge belga.
IVAO partecipò anche al Flight SimCon 2013, tenuto a Hartford nel Connecticut.

## Virtual Sky
IVAO ha una rivista ufficiale, chiamata "Virtual Sky", pubblicata dal gennaio 2008 solo in edizione digitale su ISSUU. Fino a settembre 2015 sono state pubblicate 14 edizioni. La rivista è sotto la supervisione del Public Relation (PR) Department curata in particolare dal Magazine Team Manager (MTM) e dai suoi collaboratori.
Ha un ISSN (International Standard Serial Number), 2466-6742.
Da ottobre 2015 (quindicesima edizione) il magazine è diventato mensile.